# Chusquea decolorata
Chusquea decolorata är en gräsart som beskrevs av William Munro och Lynn G. Clark. Chusquea decolorata ingår i släktet Chusquea och familjen gräs.
Artens utbredningsområde är Peru. Inga underarter finns listade i Catalogue of Life.